# Jackal
Jackal (яп. 特殊部隊ジャッカル токусю бутаи дзяккару, буквально «Специальное подразделение Шакал») (Top Gunner в США) — видеоигра в жанре боевика, разработанная компанией Konami в 1986 году. Изначально была выпущена в виде аркадного игрового автомата на основе аппаратуры для игры Double Dribble. Впоследствии была портирована на ряд домашних игровых систем, включая игровую консоль Nintendo Entertainment System. Версия игры для Famicom Disk System была выпущена под названием Final Command: Akai Yōsai (яп. ファイナルコマンド　赤い要塞 фаинару командо акаи ё:саи, буквально «Последний приказ: Красная крепость»). 29 июля 2009 года Konami издала Final Command Red Fortress в Японии как мобильное приложение для телефонов c FOMA серии 703i и 900i. Услуга предоставлялась при подключении к сети Konami Net DX. Саундтрек официально доступен с 2014 года на второй части сборника Konami Famicom Chronicle от лейбла Egg Music Records.

## Игровой процесс
Игрок или игроки управляют военными джипами, наблюдая за игровым процессом сверху. Джипы могут перемещаться в 8 направлениях. Они вооружены пулемётом, который стреляет по курсу только вперёд, а также гранатами или ракетной установкой, которые летят в направлении движения машины. Задачей игрока является прохождение каждого уровня и победа над боссом. На уровне встречаются бараки, в которых содержатся военнопленные. Игроки могут разрушать бараки, подбирать пленных и отвозить их на вертолётную площадку. Взятие мигающего пленного и его высадка у вертолётной площадки даёт игроку улучшение вооружения (граната заменяется на ракету, затем к её взрыву прибавляются ударные волны). В финале игрок встречается с двумя боссами подряд: база, укреплённая лазерными турелями, затем гигантский супертанк.

## Отзывы и критика
Журнал Crash в обзоре версии для ZX Spectrum дал только 47% из 100. Трое критиков пришли к разочаровывающим выводам — дрожание графики портит Jackal, план и вид машин сбоку нереальные, а сама игра ужасна. Небольшой радиус действия ракет означает, что есть очень высокий риск быть застреленным в ближнем бою, поэтому всё быстро заканчивается. Это могла быть умная игра вроде Commando, но она не заставляет думать над прохождением и не требует навыков. Нужно просто быстро двигаться и стрелять, время от времени можно легко умереть. Мелодия и звуковые эффекты однообразны.  
В итоге получилась скучная и плохо выглядящая аркада.
Журнал Your Sinclair в рецензии для аналогичной платформы поставил 7 из 10 баллов и назвал Jackal честной попыткой перехода в аркаду. Всё быстро, играбельно, но разочаровывает средней графикой. Анимация далека от плавной, пейзаж меняется с дрожанием. После неудачных выпусков Konami — Jailbreak и Gradius ожидалось что-то безвкусное, однако Jackal неплох, хоть и не шедевр. Обстановка возвращает к классике Commando, но вместо одного солдата удачи появился армейский джип, которым управляют крутые парни. Идея очень проста: используя огневую мощь машины, уничтожить всех противников. Есть бесконечные запасы бомб, так что не нужно спешить. По пути несколько сослуживцев должны быть освобождены из вражеских лагерей, и в стиле Рэмбо требуется доставить их к точке эвакуации вертолётом. Наградой за это является обычная опция «супер-оружия», которая понадобится на более сложных уровнях. Почти «День Шакала», но переоценённый.
Jackal занял 63 место в списке 100 лучших игр NES журнала Paste. Большинство боевиков позволяют передвигаться пешком, но здесь игрок сидит за рулём военного джипа. Можно представить, если бы Джон Рэмбо никогда не оставлял Хамви. Это открывается обескураживающим эпиграфом: «Битва заставит вашу кровь кипеть. Удачи!». IGN присудил Jackal 37 место в топ-100 игр для NES. Den of Geek поместил игру на 9 позицию среди 15 самых тяжёлых сражений с боссами в NES.  
Согласно редакции сайта «Канобу», в начале 1990-х годов в республиках бывшего СССР на игровой приставке Dendy были популярны дешёвые картриджи с Battle City и Contra, но они быстро приедались, поскольку «Контру» проходили за 15 минут, а «Танчики» не заканчивались никогда. За ними следовали игры посложнее, одной из которых была Jackal. Структурно она идеально создана для кооперативного режима: гораздо важнее и интересней следить за напарником, прикрывать его и устранять противников. Особенностью карт являлась не только вертикальная перспектива, но и более широкий формат, чем площадь телевизионного экрана, поэтому нередко пули и снаряды летели из ниоткуда.